# Diamond Wave (singel Mai Kuraki)
Diamond Wave – dwudziesty czwarty singel japońskiej piosenkarki Mai Kuraki, wydany 21 czerwca 2006 roku. Utwór tytułowy został wykorzystany programie NTV Suprts urugusu (jap. スポーツうるぐす Supōtsu urugusu). Osiągnął 7 pozycję w rankingu Oricon i pozostał na liście przez 7 tygodni, sprzedał się w nakładzie 30 977 egzemplarzy.

## Lista utworów
| Nr | Tytuł                           | Słowa      | Kompozycja       | Aranżacja                           | Czas |
| -- | ------------------------------- | ---------- | ---------------- | ----------------------------------- | ---- |
| 1. | "Diamond Wave"                  | Mai Kuraki | Akihito Tokunaga | Akihito Tokunaga                    | 4:57 |
| 2. | "SAFEST PLACE"                  | Mai Kuraki | Aika Ōno         | Daisuke Ikeda                       | 5:02 |
| 3. | "Diamond Wave ~grand bleu mix~" | Mai Kuraki | Akihito Tokunaga | Akihito Tokunaga Remixed by Dr.Heat | 5:20 |

## Notowania
| Lista                       | Pozycja |
| --------------------------- | ------- |
| Oricon Daily Singles Chart  | 5       |
| Oricon Weekly Singles Chart | 7       |